# Diphyus rusticus
Diphyus rusticus är en stekelart som först beskrevs av Berthoumieu 1898.  Diphyus rusticus ingår i släktet Diphyus och familjen brokparasitsteklar. Inga underarter finns listade i Catalogue of Life.